# Mysi rak okrężnicy MC/38
Mysi rak okrężnicy o symbolu MC/38 – nowotwór wyindukowany u myszy C57BL/6 w Southern Research Institute w Alabamie za pomocą DMH (1,2-Dimetylohydrazyna). 
Zaobserwowano, że związkiem o silnie rakotwórczym działaniu dla okrężnicy i odbytnicy jest cykazyna. Jest to naturalna substancja pochodząca z sagowców (Cycadinae), roślin nagonasiennych, występujących na obszarach tropikalnych i subtropikalnych. U tubylców oraz zwierząt domowych karmionych orzechami sagowców zaobserwowano wysoką zapadalność na chorobę objawiającą się ataksją. Pierwszy raz za pomocą wyizolowanej cykazyny wyindukowano u szczurów nowotwory wątroby, nerek i okrężnicy już w 1964 r. Do indukcji mysiego raka okrężnicy użyto DMH, gdyż jest ona metabolizowana do tego samego karcinogenu co cykazyna. Ta linia nowotworowa stosowana jest jako model w chemioterapii doświadczalnej.